# WHITE CROSS
WHITE CROSS株式会社は、東京都港区に本社を置き、歯科医療ITプラットフォーム事業を主とする日本のIT企業である。

## 概要
2015年3月に設立され、歯科医療従事者向けメディアを運営している。社内には臨床経験のある歯科医師・歯科衛生士・歯科技工士・歯科助手がいる。

## 事業

### WHITE CROSS
歯科医師・歯科技工士をメインユーザーとし、最新の歯科医療臨床、経営、ニュース、イベント情報などを蓄積、配信する歯科専門メディア

### dStyle | デンタルスタイル
歯科衛生士、歯科助手などの歯科スタッフ向けに、ファッション性をもたせた歯科スタッフ向けメディアのdStyleと、歯科専門人材サービスのデンタルスタイルが一つになった歯科スタッフ向け情報メディア

### WHITE CROSS Live
歯科臨床・経営セミナーのライブ配信サイト

## 沿革
- 2015年3月 東京都渋谷区神宮前にて、WHITE CROSS株式会社設立
- 2016年3月　「WHITE CROSS」サービスイン
- 2017年6月　「WHITE CROSS Live」サービスイン
- 2017年9月　ニッセイ・キャピタル株式会社より資本調達[2]
- 2018年4月　ライオン株式会社より資本調達[3]
- 2018年4月　「dStyle」サービスイン
- 2018年12月　ニッセイ・キャピタル株式会社、伊藤忠商事株式会社、SMBCベンチャーキャピタル株式会社より資本調達[4][5]
- 2019年2月　東京都港区南青山へオフィス移転

## 受賞歴
- 2018年 「EY Innovative Startup 2018」受賞[6]